# 3D-Visualisierung

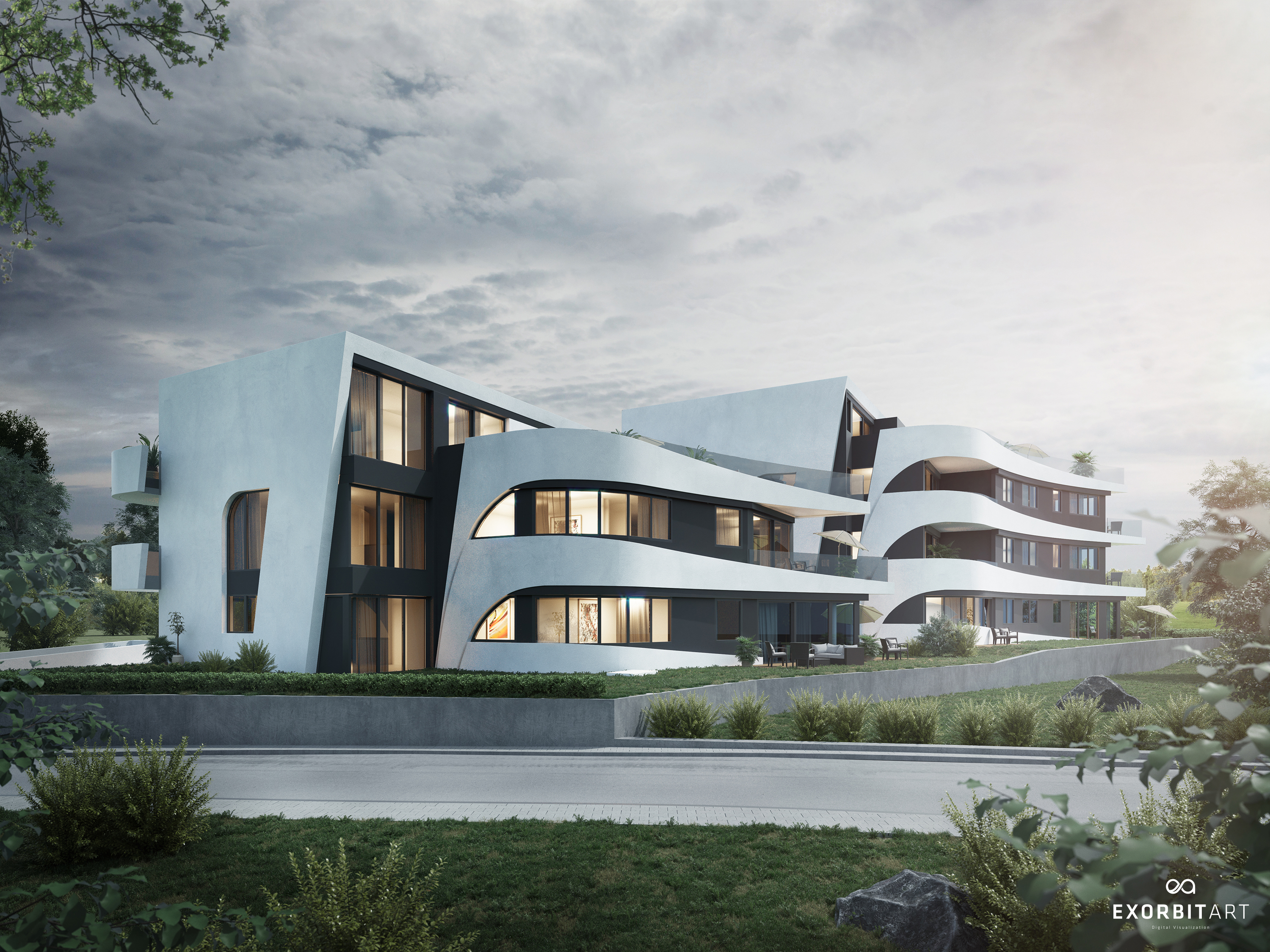
Architekturvisualisierung

3D-Visualisierung bezeichnet die Konvertierung von technischen Zeichnungen und zweidimensionalen Daten zu dreidimensionalen virtuellen Modellen oder Räumen. Die 3D-Daten werden dabei in einem 3D-Programm entweder frei modelliert oder es werden bereits vorhandene CAD-Daten importiert. Dabei werden sämtliche Modellierschritte (Elemente) sowie alle zugehörigen Maße (Parameter) einzeln und zugeordnet gespeichert, d. h. Modelle sind auch nachträglich durch Veränderung der Eingabewerte gezielt und kontrolliert beeinflussbar. Beim Modellieren werden den einzelnen Elementen möglichst realitätsnahe Materialien zugeordnet. Nach dem Setup des Lichtes und der Kamera wird die Szene dann entweder zu einem Bild gerendert oder als 3D-Echtzeit Applikation exportiert. 3D-Visualisierung wird häufig in einem Produktkonfigurator eingesetzt, um das Produkt in 3D darzustellen. Des Weiteren wird 3D-Visualisierung häufig in der Architektur eingesetzt.
3D-Visualisierung eignet sich außerdem für die Produktentwicklung, um bspw. im Vorfeld herauszufinden, ob ein entsprechend gestaltetes Produkt am Markt auf Interesse stoßen würde. So werden Kosten niedrig gehalten, und Entwicklungsiteration können schneller durchlaufen werden.

## Einsatzspektrum

### Immobilien- und Bauwirtschaft
- Die Immobilienvermarktung beginnt in der Regel schon weit vor der Fertigstellung. Die 3D-Visualisierung ermöglicht es das Zusammenspiel der Proportionen, Materialien, Farben und der umliegenden Bebauung auf einem Blick zu erfassen. Auch das Wirken einer Modernisierung oder Umbauten bei Bestandsimmobilien lassen sich besser einschätzen. (hoher Detailgrad)
- Stehen mehrere Architekturkonzepte für einen Standort zur Diskussion, ist schnell erkennbar, welches Modell sich am besten in die Umgebung einfügt und welche Vor- und Nachteile ein Entwurf aufzeigt. (niedriger Detailgrad zur Kostensenkung)
- Bewehrungsplanung, Planung der Leitungsinstallation, Planung der Inneneinrichtung z. B. Einbauküche, Badezimmer
- Punktwolkenauswertung via RTK-Drohne und einer CAD-Software: Aushubvolumen bestimmen, Mengenbestimmung angelieferter Materialien oder Auffüllmaterial

### Analyse großer Datenmengen
Die interaktive 3D-Visualisierung hat sich inzwischen in vielen Anwendungsbereichen als Standardmethode etabliert, um große Datenmengen zu untersuchen.
- Wissenschaft und Forschung
  - In der Chemie z. B. zum besseren Verständnis der räumlichen Anordnung von Atomen in Molekülen
  - In der Biologie z. B. zum besseren Verständnis von biologischen Prozessen[3]
- Produktentwicklung
- Finanzwesen